# 1-е Ідельбаєво
1-е Ідельба́єво (рос. 1-е Идельбаево, башк. 1-се Иҙелбай) — присілок у складі Салаватського району Башкортостану, Росія. Входить до складу Таймеєвської сільської ради.
Населення — 108 осіб (2010; 112 в 2002).
Національний склад:
- башкири — 100 %